# التقاط إلكترون مضاعف
التقاط الإلكترون المضاعف هو نمط اضمحلال لنواة الذرة؛ حيث يلتقط فيه إلكترونان من المدارات الخارجية عبر تآثر نووي ضعيف صادر من بروتونين اثنين في النواة، مشكلاً بذلك نيوترونين اثنين، ويصدر بتلك العملية جسيمان نيوترينو.
بما أن البروتونان يتحولان إلى نيوترونان، فإن عملية إلتقاط الإلكترون المضاعف تترافق مع ازدياد عدد النيوترونات بمقدار 2، ونقصان عدد البروتونات بمقدار 2؛ بالتالي فإن هذه العملية تترافق مع عدم حدوث تغييير في العدد الكتلي، في حين أن عدد البروتونات (العدد الذري) ينقص بمقدار 2، مما يعني الحصول على عنصر كيميائي جديد.

## مثال
{\displaystyle \mathrm {{}_{\ 54}^{124}Xe} +2\mathrm {e} ^{-}\rightarrow \mathrm {{}_{\ 52}^{124}Te} +2\,u_{e}}